# نمل النجار الغربي
نمل النجار الغربي (بالإنجليزية: Western Carpenter Ant) (الاسم العلمي: Camponotus modoc) هو نوع من نمل النجار الأسود بأرجل حمراء داكنة، يترواح حجم النملات العاملات بين 7–13 مليمتر (0.28–0.51 بوصة).

## نظرة عامة
يستوطن هذا النوع من النمل في مناطق غرب أمريكا الشمالية في الجانب الغربي من الولايات المتحدة وكندا، حيث يصنع أعشاشه في الخشب الميت وجذوع الاشجار في الغابات، كما يمكن إيجاده في منازل البشر الخشبية.

### آفة
مثل أنواع نمل النجار الأخرى، تعشيش هذا النوع من النمل في المنازل يمكن أن يسبب فيها ضررًا بالغًا، يقوم النمل بحفر أنفاق في الخشب لتوسيع مستعمراته مما يؤدي الى تضرر بنية المبنى أو انهياره، وعادة ما تكون أعشاشها في المنازل مستعمرات فرعية عن مستعمرة رئيسية تتواجد في جذع شجرة او خشب متحلل على بعد قد يصل او يتجاوز مئة ياردة، في البداية تكون المستعمرات الفرعية صغيرة بضع مئات من الأفراد، لكنها يمكن أن تتنامى لتضم عشرآت الآلاف من الأفراد، وقد يزيد عدد المستعمرات الفرعية عشرين.

## طالع أيضًا
- نملاوات الجحيم
- نمل نطاط
- أرضة

## روابط خارجية
- صفحة النوع على موقع دليل الحياة.
- صفحة النوع على موقع يونيبروت.